# Hanns Kilian
Hanns Kilian (Garmisch-Partenkirchen, 2 maggio 1905 – Garmisch-Partenkirchen, 17 aprile 1981) è stato un bobbista tedesco.

## Biografia
Ai II Giochi olimpici invernali (edizione disputatasi nel 1928 a Sankt Moritz, Svizzera) vinse la medaglia di bronzo nel Bob a 4 con i connazionali Valentin Krempl, Hans Heß, Sebastian Huber e Hans Nägle partecipando nella prima squadra tedesca, arrivando dietro alle due statunitensi.
Il tempo totalizzato fu di 3:21,9, con un minimo distacco dalla prima e seconda nazionale classificata (3:20,5 e 3:21,0 gli altri tempi medagliati). 
Nei III Giochi olimpici invernali (svoltisi nel 1932 a Lake Placid, Stati Uniti d'America) vinse un altro bronzo con Max Ludwig, Hans Mehlhorn e Sebastian Huber con il tempo di 8:00,04 con un distacco di quasi cinque secondi dalla seconda nazionale.
Vinse tre medaglie d'oro ai campionati mondiali:
- 1931, Bob a due a Oberhof, con Sebastian Huber
- 1934, Bob a quattro a Garmisch-Partenkirchen, con Fritz Schwarz, Hermann von Valta e Sebastian Huber
- 1935, Bob a quattro a St. Moritz, con Alexander Gruber, Hermann von Valta e Sebastian Huber